# Ploučnice
Ploučnice (tysk: Polzen) er en flod i Tjekkiet. Den er en biflod til Elben, som den løber ud i Děčín. Den er 101 km lang, og dens afvandingsområde er omkring 1.200 km2, hvoraf 1.188 km2 er i Tjekkiet.